# Autor widmo
Autor widmo (ang. The Ghost Writer) – dreszczowiec filmowy z 2010 roku w reżyserii Romana Polańskiego, francusko-brytyjsko-niemiecka koprodukcja na podstawie powieści The Ghost (2007, wyd. pol. Ghostwriter, 2009) Roberta Harrisa.

## Fabuła
Tytułowy ghostwriter (Ewan McGregor) to brytyjski pisarz, anonimowo opracowujący na zlecenie autobiografie sławnych ludzi, który podejmuje się ukończenia wspomnień byłego premiera Wielkiej Brytanii, Adama Langa (Pierce Brosnan). Poprzedni współpracownik Langa, Michael McAra zginął w niewyjaśnionych okolicznościach. W środku zimy ghostwriter wyjeżdża z Londynu, by pracować nad materiałem w letniej rezydencji szefa wydawnictwa Rhinehart Publishing, położonej w fikcyjnej wsi Old Haven, na wyspie Martha’s Vineyard, przy wschodnim wybrzeżu USA, gdzie przebywa Lang.
Gdy były minister spraw zagranicznych Wielkiej Brytanii, Richard Rycart, oskarża Langa o to, że zezwolił na nielegalne pojmanie terrorystów i przekazanie ich CIA na tortury, na wyspę docierają media i demonstranci. Podczas pracy autor widmo odkrywa, że jego poprzednik natrafił na ślady tajemniczego związku między Langiem a CIA.

## Obsada

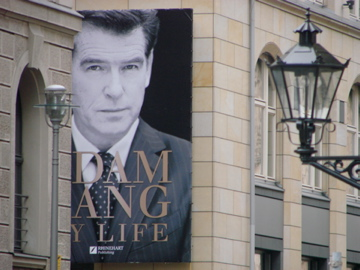
Plakat książki autobiograficznej Adama Langa

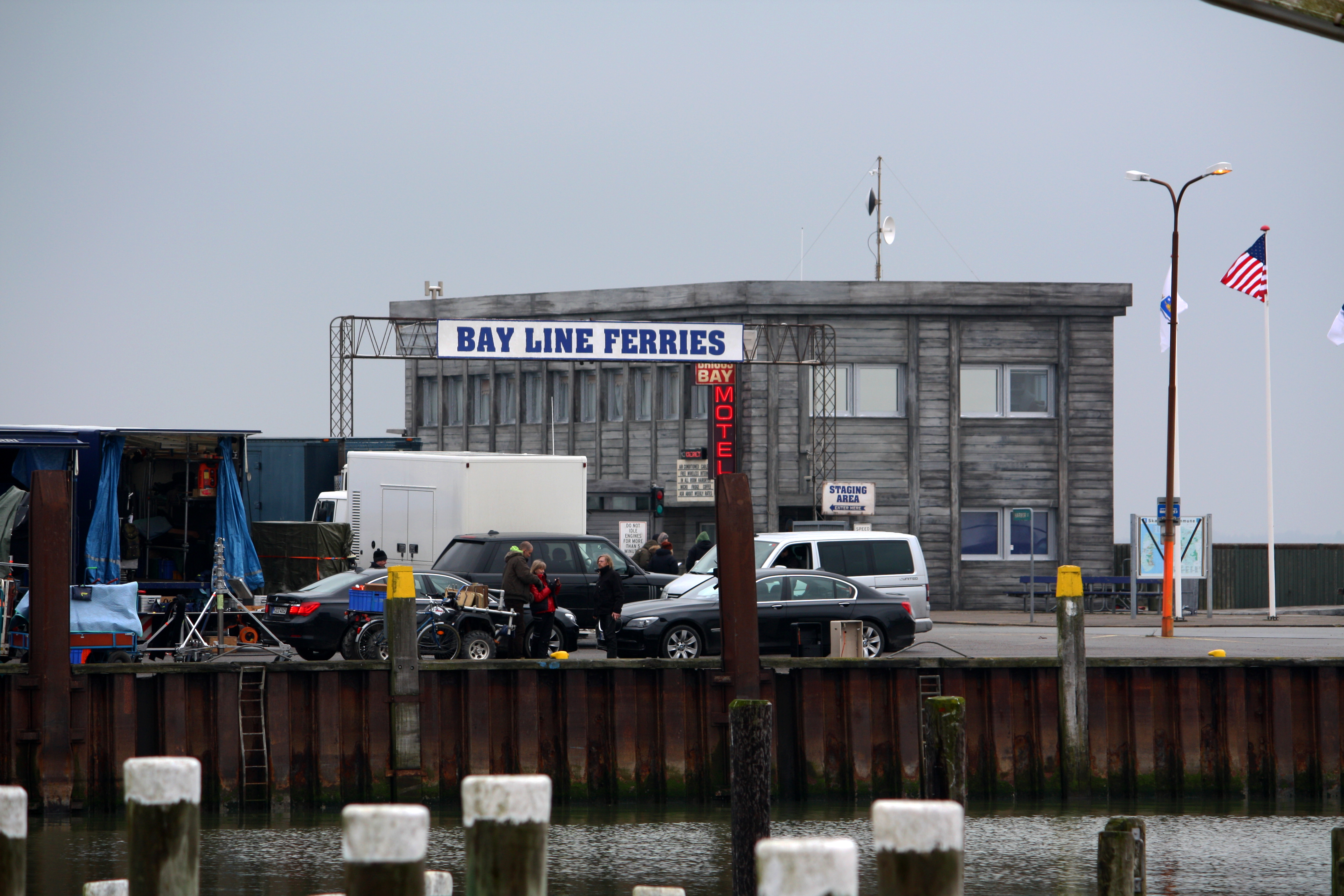
Motel

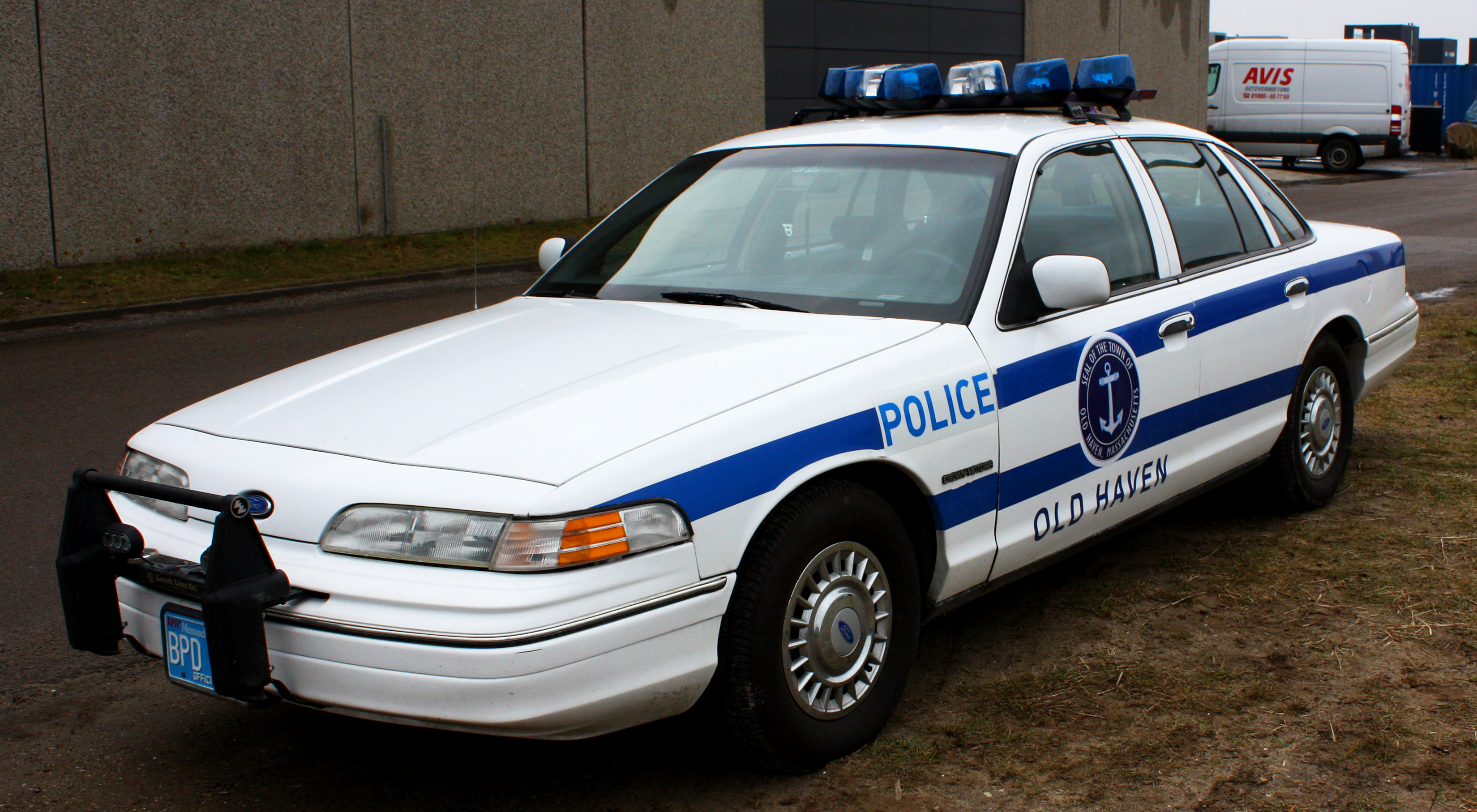
Radiowóz z Old Haven

- Ewan McGregor – autor widmo, którego imię i nazwisko nie jest podane
- Pierce Brosnan – Adam Lang
- Olivia Williams – Ruth Lang
- Kim Cattrall – Amelia Bly
- Jon Bernthal – Rick Ricardelli
- James Belushi – John Maddox
- Timothy Hutton – Sidney Kroll
- Tom Wilkinson – Paul Emmett
- Eli Wallach – starzec
- Tim Preece – Roy
- Tim Faraday – Barry
- Marianne Graffam – Lucy
- Kate Copeland – Alice
- Soogi Kang – Dep
- Lee Hong Thay – Duc

## Produkcja

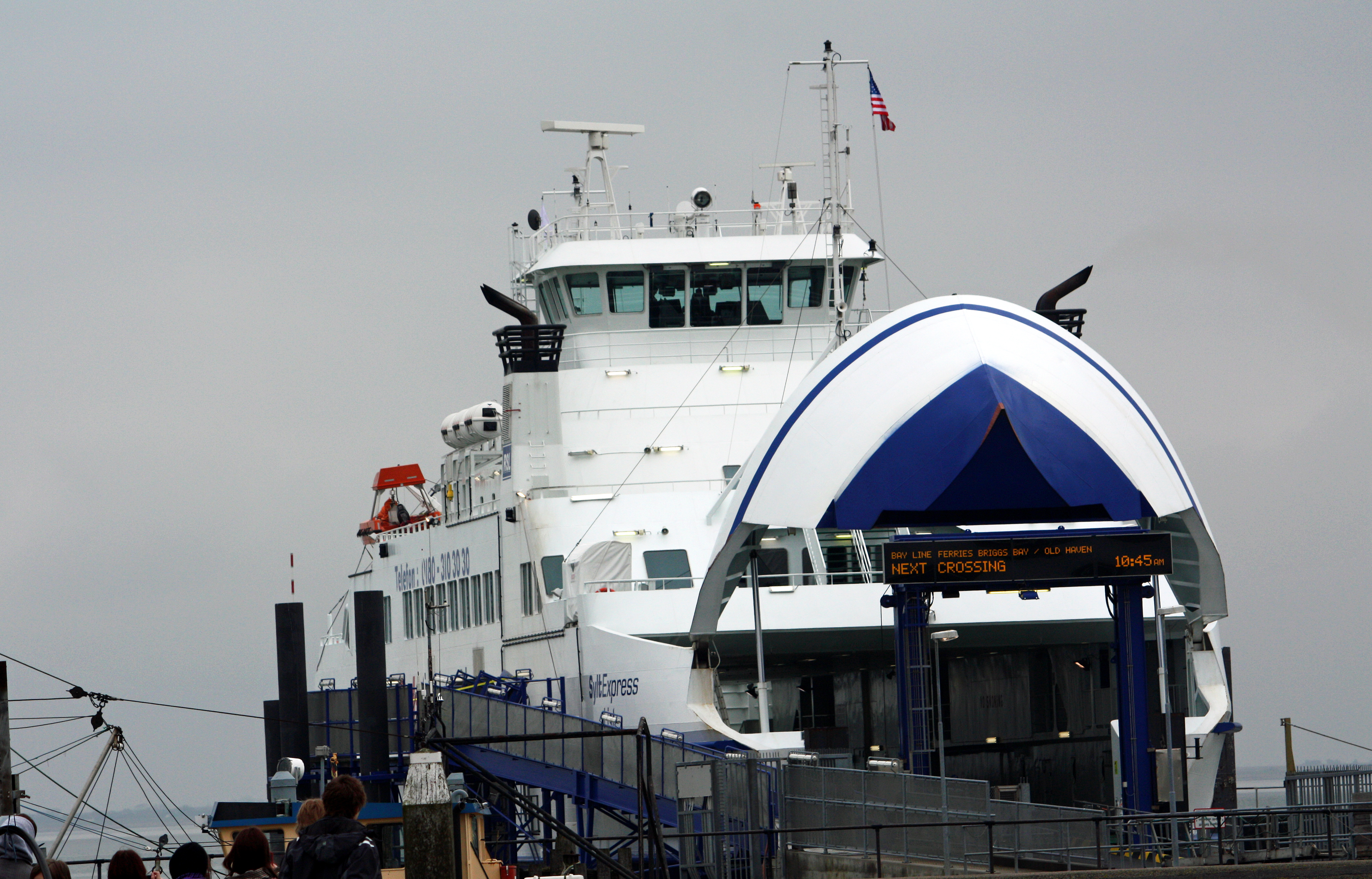
Prom na wyspę

Roman Polański nawiązał współpracę z Robertem Harrisem, aby nakręcić film na podstawie jego powieści Pompeje. Produkcja filmu została zapowiedziana w 2006, podczas Festiwalu Filmowego w Cannes, do produkcji jednak nie doszło ze względu na problemy produkcyjne.
Polański zwrócił się więc ku aktualnej bestsellerowej powieści Harrisa, The Ghost. Wspólnie napisali scenariusz, po czym Polański zapowiedział rozpoczęcie realizacji filmu na początku 2008. Produkcja została jednak odłożona na rok w wyniku strajku scenarzystów i rozpoczęła się w lutym 2009, w studiu filmowym Babelsberg w Poczdamie. Część zdjęć kręcono w Berlinie, na niemieckiej wyspie Sylt oraz na promie „MS SyltExpress”, a plenery letniej rezydencji szefa wydawnictwa na wyspie Uznam. Kilka scen przejazdów samochodami zostało nagranych przez drugą ekipę w Massachusetts, bez Polańskiego i aktorów.
26 września 2009 Polański został zatrzymany po przylocie na lotnisko w Zurychu, w drodze na tamtejszy festiwal filmowy. W wyniku tego zdarzenia postprodukcja filmu została wstrzymana, jednak po zwolnieniu za poręczeniem majątkowym i zastosowaniu aresztu domowego, Polański zmontował film w swej willi „Milky Way”, w Gstaad. Z powodu aresztu domowego nie mógł uczestniczyć (12 lutego 2010) w premierze swego filmu podczas Międzynarodowego Festiwalu Filmowego w Berlinie.

## Nagrody i nominacje
| Rok  | Festiwal                                     | Nagroda                                   | Odbiorca                     | Wynik     |
| ---- | -------------------------------------------- | ----------------------------------------- | ---------------------------- | --------- |
| 2010 | Międzynarodowy Festiwal Filmowy w Berlinie   | Srebrny Niedźwiedź za najlepszą reżyserię | Roman Polański               | Wygrana   |
| 2010 | Europejska Nagroda Filmowa                   | Najlepszy film                            | Roman Polański               | Wygrana   |
| 2010 | Europejska Nagroda Filmowa                   | Najlepszy reżyser                         | Roman Polański               | Wygrana   |
| 2010 | Europejska Nagroda Filmowa                   | Najlepszy scenariusz                      | Robert Harris Roman Polański | Wygrana   |
| 2010 | Europejska Nagroda Filmowa                   | Najlepsza scenografia                     | Albrecht Konrad              | Wygrana   |
| 2010 | Europejska Nagroda Filmowa                   | Najlepszy kompozytor                      | Alexandre Desplat            | Wygrana   |
| 2010 | Europejska Nagroda Filmowa                   | Najlepszy aktor                           | Ewan McGregor                | Wygrana   |
| 2010 | Europejska Nagroda Filmowa                   | Najlepszy montaż                          | Hervé de Luze                | Nominacja |
| 2011 | Nagroda Francuskiej Akademii Sztuki Filmowej | Cezar za najlepszą reżyserię              | Roman Polański               | Wygrana   |
| 2011 | Nagroda Francuskiej Akademii Sztuki Filmowej | Cezar za najlepszy scenariusz adaptowany  | Robert Harris Roman Polański | Wygrana   |
| 2011 | Nagroda Francuskiej Akademii Sztuki Filmowej | Cezar za najlepszą muzykę                 | Alexandre Desplat            | Wygrana   |
| 2011 | Nagroda Francuskiej Akademii Sztuki Filmowej | Cezar za najlepszy montaż                 | Hervé de Luze                | Wygrana   |
| 2011 | Nagroda Francuskiej Akademii Sztuki Filmowej | Cezar za najlepszy film                   |                              | Nominacja |
| 2011 | Nagroda Francuskiej Akademii Sztuki Filmowej | Cezar za najlepszy dźwięk                 |                              | Nominacja |
| 2011 | Nagroda Francuskiej Akademii Sztuki Filmowej | Cezar za najlepsze zdjęcia                | Paweł Edelman                | Nominacja |
| 2011 | Nagroda Francuskiej Akademii Sztuki Filmowej | Cezar za najlepszą scenografię            | Albrecht Konrad              | Nominacja |
| 2011 | Polska Nagroda Filmowa                       | Orzeł za najlepszy film europejski        |                              | Wygrana   |